# ميغان كولمان
ميغان كيت كولمان (بالإنجليزية: Megan Coleman)‏ (مواليد 1985) عارضة أزياء ملكة جنوب أفريقية وحاملة لقب ملكة جمال سابقة بعد تتويجها بمسابقة ملكة جمال جنوب أفريقيا 2006 , ومثلت جنوب افريقيا في
مسابقة ملكة جمال الكون 2007 في المكسيك ومسابقة ملكة جمال العالم 2007 في الصين.

## روابط خارجية
- ميغان كولمان على موقع IMDb (الإنجليزية)
- صفحة ميغان كولمان على موقع وكالة بروفايل للعروض الأزياء